# Агустина Бастерика
Агустина Бастерика е аржентинска писателка.

## Писателска дейност
Завършва Университета в Буенос Айрес. Печели първа награда на Буенос Айрес в категорията „Непубликувана история 2004/05“ и първа награда в 37-ия конкурс за латиноамерикански разкази „Едмундо Валадес“.
През 2017 година излиза романът „Деликатесен труп“, който печели наградата „Кларин“. Авторката твърди, че книгата е метафора за капитализма, който е „перверзна система, система, която ни учи да бъдем арогантни по отношение на другите“.
Романът е издаден в България през 2022 година от издателство „Рива“. Сайтът „Книголандия“ му дава оценка 3/5 и заключава, че „отвъд провокативната тематика историята следва относително предсказуемата житейска линия на човек, добре нагоден към новата система“.

### Романи
- Matar a la niña (2013)
- „Деликатесен труп“ (2017)
- Diecinueve garras y un pájaro oscuro (2020)

### Сборници
- Antes del encuentro feroz (2016)